# Inocybe saliceticola
La Inocybe saliceticola es una especie de hongo que se encuentran en hábitats húmedos en los países nórdicos. La especie produce setas color marrón con tapas de diferentes formas de hasta 40 milímetros (1,6 pulgadas) de ancho, y de altura, finos tallos de hasta 62 milímetros (2,4 pulgadas) de largo. La base del tallo es una amplia y bien definida "bombilla". La especie produce esporas de forma inusual, de forma irregular, cada una con unas protuberancias gruesas. Esta característica ayuda a diferenciarla de otras especies que de otra manera serían similares en aspecto y hábito.
La Inocybe saliceticola crece en micorrizas junto a los sauces, y es por esto el que nombra la especie. Sin embargo, si determinadas especies son favorecidas por el hongo es poco claro, estas pueden incluir hayas y Alnus. Los hongos crecen desde el suelo, a menudo entre los musgos o el detrito. Fue descrita por primera vez en 2009, y está dentro del género Inocybe, la especie es una parte de la sección Marginatae. I. saliceticola ha sido registrada en Finlandia y Suecia y, al menos en algunas áreas, es relativamente común.

## Taxonomía
La Inocybe saliceticola fue descrita en 2009 por Jukka Vauras y Katri Kokkonen en la revista Karstenia , sobre la base de unos 20 ejemplares procedentes de Finlandia, la mayoría de los cuales fueron recogidos por los autores. El holotipo fue recogido de la orilla del lago Pahakala , cerca de Nurmes . El nombre específico saliceticola es en referencia al hecho de que la especie crece entre sauce (Salix).